# Rundkolbenbildröhre
Die Rundkolbenbildröhre ist die früheste Bauart der Braunschen Röhre, die einen runden Bildröhrenkolben sowie einen runden Bildschirm aufweist. Da ein Fernsehbild jedoch wegen der zeilenweisen Übertragung des Bildinhalts zwangsläufig nur ein rechteckiges Format aufweisen kann, müssen bei der Rundkolbenbildröhre Kompromisse zwischen Bildausschnitt und Bildschirm eingegangen werden. 
Die einfachste Möglichkeit besteht darin, den vollen runden Bildschirm als Sichtfläche zu nutzen, wobei die Bildanteile die außerhalb des runden Bildschirms liegen, für den Betrachter unsichtbar bleiben. Fernseher mit solchen Bildschirmen wurden in den USA vor allem von den Unternehmen Zenith und Raytheon hergestellt und wurden als Roundie oder Porthole (deutsch: Bullauge)  bezeichnet. 

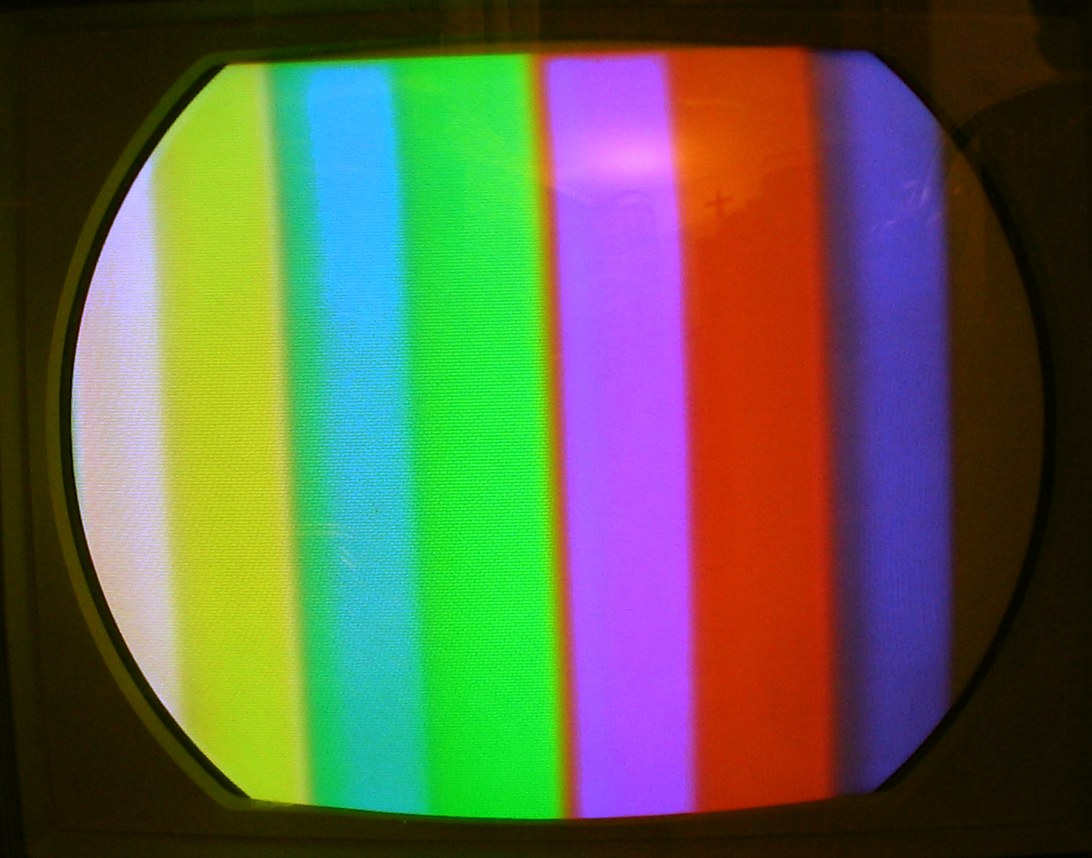
Amerikanischer Farbfernseher von 1956 mit Rundkolbenbildröhre (Bildschirm mit Testbild)

Die sehr viel weiter verbreitete Möglichkeit, den runden Bildschirm zu nutzen, bestand darin, den runden Bildschirm durch einen Vorsatz oben und unten zu beschneiden. Damit wird zwar mehr Bildinhalt für den Betrachter sichtbar, aber es geht dabei nutzbare Bildschirmfläche verloren. Diese Technik wurde in den 1940er und 1950er Jahren beim Schwarzweißfernsehen in den USA und in Großbritannien angewendet, und ab Mitte der 1950er Jahre bis Mitte der 1960er Jahre auch beim amerikanischen Farbfernsehen eingesetzt, bevor sie durch die Rechteckbildröhre abgelöst wurde.